# Lillie Devereux Blake

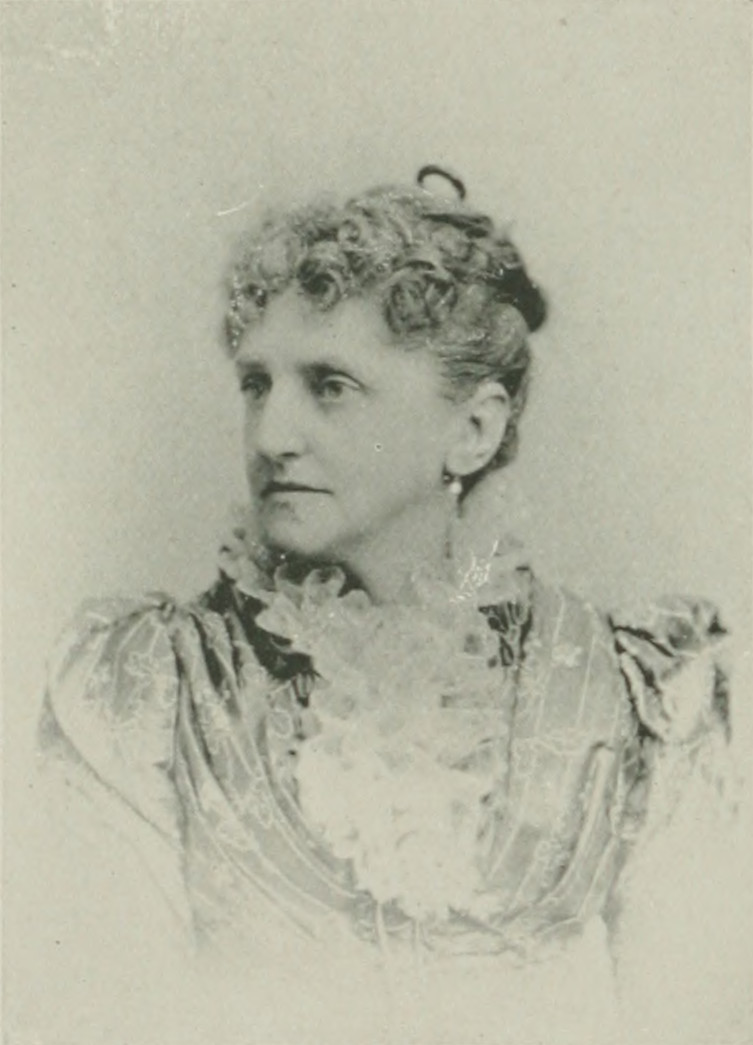
Lillie Devereux Blake (vor 1893)

Lillie Devereux Blake (* 12. August 1835 in Raleigh, North Carolina, als Elizabeth Johnson Devereux; † 30. Dezember 1913 in Englewood, New Jersey), von 1855 bis 1866 verheiratete Lillie Devereux Umsted, war eine US-amerikanische Frauenrechtlerin und Autorin.

## Leben
Lillie Devereux Blake kam im Sommer 1835 in Raleigh, North Carolina, als Tochter des Plantagenbesitzers und Sklavenhalters George Pollok Devereux (1796–1837) und dessen Ehefrau Sarah Elizabeth Johnson (1796–1867) zur Welt und wurde auf den Namen Elizabeth Johnson Devereux getauft. In der Familie wurde sie jedoch von Kindheit an unter dem Spitznamen „Lilly“ angesprochen, den sie später in der Schreibweise „Lillie“ formal als ihren Vornamen annahm. Einige Zeit ihrer frühen Kindheit verbrachte Devereux auf der elterlichen Runiroi Plantation im Bertie County, die die Familie aber meist über den Sommer aufgrund der klimatischen Bedingungen und der Malariagefahr in der sumpfigen Region verließ. Zwei Jahre nach ihrer Geburt verstarb ihr Vater, woraufhin ihre Mutter mit ihr zu Verwandten nach New Haven, Connecticut, zog, wo wenig später eine Schwester zur Welt kam. Dort wuchs Devereux in einem episkopalen Umfeld in politischer Nähe zur liberal-protektionistischen United States Whig Party auf und wurde in einer Mädchenschule ausgebildet, ergänzt um einigen Privatunterricht. 1855 heiratete sie den Anwalt Frank Umsted (1833–1859), mit dem sie sich in New York City niederließ. Aus der Ehe gingen zwei Töchter hervor.
Nach ihrer Heirat begann Lillie Devereux Umsted, als Autorin zu wirken. Zunächst publizierte in verschiedenen Magazinen einige Kurzgeschichten, ehe sie 1859 mit Southwold ihren Debütroman vorlegte. Dort behandelte sie das Phänomen der Gefallsucht, das sie als Symptom gescheiterter Familien und männlicher Selbstsucht verstanden wissen wollte. Nach dem Tod ihres Ehemannes 1859 intensivierte sie ihre Bemühungen um ein Dasein als Autorin und begann so, ihren Lebensunterhalt zu verdienen. Hauptsächlich verfasste sie in dieser Zeit diverse Artikel für Magazine und Zeitschriften wie Harper’s Weekly und die Saturday Evening Post, wofür sie mindestens fünf verschiedene Pseudonyme unterhielt. 1863 legte sie mit Rockford einen zweiten Roman vor, der das damals populäre Genre des domestic novel bediente. Im Sezessionskrieg unterstützte sie trotz ihrer Herkunft aus einer Sklavenhalterfamilie des Südens die abolitionistischen Nordstaaten und lebte einige Zeit in Washington, D.C. Dort brachte sie sich bald in das Gesellschaftsleben der Hauptstadt ein und wirkte als Korrespondentin für die New York Evening Post, die New York World und die Philadelphia Post, später aber auch als Kriegskorrespondentin für die War Press. Ein Jahr nach dem Ende des Kriegs 1865 heiratete sie Grinfill Blake (1835–1896), der in der New Yorker Industrie arbeitete. Diese zweite Ehe blieb kinderlos. Bis 1870 folgten zwei weitere Romane aus ihrer Feder.
Ab 1869 engagierte sich Lillie Devereux Blake in der Frauenrechtsbewegung. Über Elizabeth Cady Stanton und Elizabeth Stuart Phelps fand Blake zunächst zur Suffragettenbewegung und trat bald der National Woman Suffrage Association bei, für die sie als Rednerin und Organisatorin akiv wurde. Ab 1873 legte sie regelmäßig vor legislativen Kommissionen im Sinne der Suffragetten Zeugnis ab. 1874 publizierte sie mit Fettered for Life; Or, Lord and Master einen Roman über die Benachteiligung der Frau in der Institution der Ehe und im Arbeitsleben. Einige Jahre später nahm sie an der erfolgreichen Kampagne für das Frauenwahlrecht für Schulkommissionswahlen teil, das der Bundesstaat New York 1880 gesetzlich verabschiedete und das als erster Schritt hin zum allgemeinen Frauenwahlrecht gewertet wurde. Von 1879 bis 1890 war Blake Präsidentin der New York State Woman Suffrage Association, parallel diente sie als 1886 bis 1900 der New York City Woman Suffrage League in gleicher Funktion. In den 1890er Jahren beteiligte sie sich an der Erstellung der Woman’s Bible von Elizabeth Cady Stanton, die die konservative theologische Meinung, dass die Frau auf Basis der Bibel eine niedere Stellung habe, zu widerlegen suchte.
Im Gegensatz zu Susan B. Anthony setzte sich Blake für eine breitere Frauenrechtsbewegung über die Erlangung des Frauenwahlrechts ein. Als Replik auf die konservativen Reden des episkopalen Theologen Morgan Dix publizierte sie 1883 ein eigenes Band mit Redemanuskripten, in denen sie sich für eine größere Rolle der Frau im öffentlichen Leben starkmachte. Paralllel bemühte sie sich, feministische Positionen auch in der Oberschicht salonfähig zu machen und eine akademische Analyse von Rechtsprechung und Politik aus Sicht der Frau zu forcieren. Für letzteres Bestreben gründete sie 1886 die Society for Political Study. Ein besonderes Anliegen war ihr die Stellung der Frau im Arbeitsleben bzw. Arbeitsrechte für Frauen, die sie stets zu verbessern suchte. Als Anthony 1900 die Präsidentschaft der National American Woman Suffrage Association abgab, forderte Blake Anthonys handverlesene Wunschnachfolgerin Carrie Chapman Catt heraus, zog aber trotz der Rückendeckung von Elizabeth Cady Stanton ihre Kandidatur aufgrund benachteiligender Regularien zurück. Danach gründete Blake mit der National Legislative League eine eigene Frauenrechtsorganisation, die nie große Bedeutung erlangte und sich hauptsächlich auf eine Verbesserung der Stellung der Frau im Erb- und Einwanderungsrecht konzentrierte. Gesundheitlich angeschlagen zog sich Blake 1906 vom Aktivismus zurück.
Blake verstarb Ende 1913 im Alter von 78 Jahren in Englewood, New Jersey, im Großraum von New York. Ihr Nachlass ist heute zu Teilen im Besitz der Missouri Historical Society und der Sophia-Smith-Sammlung am Smith College. Blakes Tochter Katherine Devereux Blake (1858–1950), die sich als Pädagogin einen Namen machte und sich ebenfalls in der Frauenrechtsbewegung engagierte, veröffentlichte zusammen mit Margaret Louise Wallace unter dem Titel Champion of Women: The Life of Lillie Devereux Blake 1943 eine Biografie ihrer Mutter. Eine akademische Biografie über Blake legte 2002 Grace Ferrell vor, die Blake als zu Unrecht vergessene zentrale Figur der frühen Frauenrechtsbewegung porträtierte. Ferrell hatte bereits sechs Jahre zuvor eine Neuauflage eines Romanes von Blake veranlasst.

## Veröffentlichungen
Romane
- als Lillie Devereux Umsted: Southwold: A Novel. Rdud & Carleton, New York 1859.
- als Lillie Devereux Umsted: Rockford; or, Sunshine and Storm. Carleton, New York 1863.
- Zoe, or True and False. American News Company, New York 1866.
- Forced Vows; or, A Revengeful Woman’s Fate. Beadle and Adams, New York 1870.
- Fettered for Life; or, Lord and Master: A Story of Today. Sheldon & Company, New York 1874. Neuauflegt 1996 mit einem Nachwort von Grace Ferrell (The Feminist Press, New York 1996).

Reden
- Woman’s Place To-Day: Four Lectures, in Reply to the Lenten Lectures on “Woman” by The Rev. Morgan Dix, D.D., Rector of Trinity Church, New York. John W. Lovell Company, New York 1883.

Kurzgeschichten
- A Daring Experiment and Other Stories. Lovell, Coryell and Company, New York 1892.